# Tadeusz Kaczorowski
Tadeusz Kaczorowski (ur. 17 stycznia 1966, zm. 18 sierpnia 2006) – polski gitarzysta basowy. Znany z działalności w zespołach Sstil, Deuter i Houk.

## Życiorys

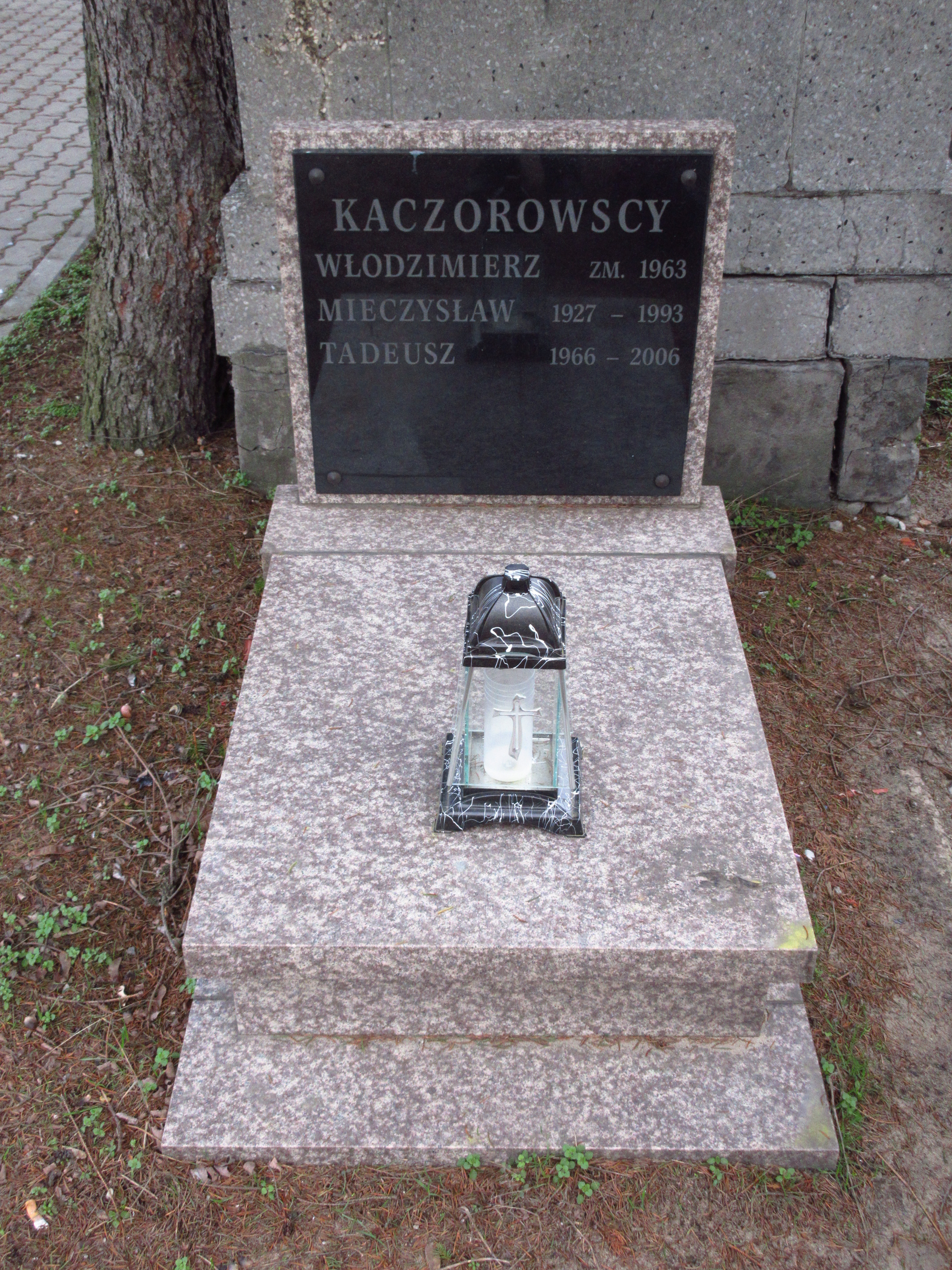
Grób Tadeusza Kaczorowskiego na Cmentarzu Bródnowskim.

Wychował się na warszawskim Bródnie w dzielnicy Targówek. Karierę muzyczną rozpoczął w zespole Sstil, u boku gitarzysty/wokalisty Rafała Kwaśniewskiego oraz perkusisty Piotra Falkowskiego. W drugiej połowie lat 80. razem z Falkowskim występowali w zespole Deuter, gdzie wzięli udział w nagraniu albumu 1987. Od 1988 do 1994 obaj wraz z Robertem Sadowskim (później Arturem Affekiem) i Dariuszem Malejonkiem tworzyli zespół Houk z którym nagrali trzy pierwsze płyty. Zostali usunięci z Houka (Affek również) po reorganizacji zespołu dokonanej przez Dariusza Malejonka (zastąpili ich muzycy zespołu Ahimsa). Zmarł 18 sierpnia 2006 roku z powodu problemów zdrowotnych wynikających z jego wcześniejszego wieloletniego uzależnienia od narkotyków. Został pochowany miesiąc później na Cmentarzu Bródnowskim w Warszawie (kwatera 73I-6-1). 

## Dyskografia
ze Sstil
- Jeszcze młodsza generacja (1985) – utwór „Efekt"

z Deuterem
- 1987 (1988)
- Ojczyzna dumna 1981–1986 (1995) (kompilacja)
- Ojczyzna Blizna (2011) (kompilacja)
- 3 maja 1987 koncert/ rozruchy (2013) (album koncertowy)

z Houkiem
- Soul Ammunition (1992)
- Natural Way (Full Noize) (1993) (album koncertowy)
- Transmission Into Your Heart (1994)